# Şehzade Mehmed Abdülkadir
Şehzade Mehmed Abdülkadir (turco otomano: en turco otomano: شہزادہ محمد عبدالقادر‎; 16 de enero de 1878-16 de marzo de 1944) fue un príncipe otomano, hijo del sultán Abdul Hamid II y su esposa Bidar Kadın.

## Primeros años
Şehzade Mehmed Abdülkadir nació el 16 de enero de 1878 en el Palacio Yıldız. Su padre era el sultán Abdul Hamid II, hijo del sultán Abdulmejid I y Tirimüjgan Kadın. Su madre era Bidar Kadın, hija del príncipe Ibrahim Bey de Talhosten y la princesa Şahika İffet Hanım Lortkipanidze. Fue el quinto hijo de su padre, y el segundo hijo de su madre. Tenía una hermana, Naime Sultan, dos años mayor que él.
La circuncisión de Abdülkadir tuvo lugar en 1891, junto con sus medio hermanos menores, Şehzade Ahmed Nuri y Şehzade Mehmed Burhaneddin. Su primera educación tuvo lugar en la Escuela del Príncipe, en el Palacio de Yıldız, junto con su hermano mayor, Şehzade Mehmed Selim, y el segundo hijo del sultán Abdulaziz, Abdulmejid II. Su tutor fue Halil Agha. Hablaba varios idiomas, y era pianista y violinista, e intérprete de kemenche. La violinista Vondra Bey le enseñó a tocar el violín y su profesor de música clásica fue  Aranda Pasha.
Después de graduarse de la Escuela del Príncipe, fue enviado a Alemania para su educación militar. Ocupó el rango de mayor del regimiento de caballería en el ejército imperial otomano. Luego fue ascendido a coronel, y más tarde a brigadier.
El 27 de abril de 1909, Abdul Hamid fue depuesto y enviado al exilio en Salónica. Abdülkadir, sin embargo, permaneció en Estambul. Después de la caída de Tesalónica ante Grecia en 1912, Abdul Hamid regresó a Estambul y se instaló en el Palacio Beylerbeyi, donde murió en 1918. Entre 1909 y 1924, Abdülkadir vivió en el Palacio Kızıltoprak y el Palacio frente al mar Büyükdere.

## Vida personal
Cuando Abdülkadir alcanzó la mayoría de edad, su padre arregló su matrimonio con Emine Sultan, hija del Sultán Abdulaziz y Nesrin Kadın. Sin embargo, a Emine esta decisión le abomino y la repudió porque no quería casarse con un hombre más joven que ella, aunque el sultán lo consideró pertinente.
La primera esposa de Abdülkadir fue Mislimelek Hanım. Nació en 1883. Su verdadero nombre era Pakize Marshania. Su padre era el príncipe Abdülkadir Hasan Bey Marshania (1862-1917), un oficial abjasio del ejército imperial otomano, cuya familia había emigrado del Cáucaso, y su madre era Mevlüde Hanım İnalipa (1862-1937), también abjasia. En 1890, a los siete años, fue entregada al palacio para convertirse en compañera de su prima Nemika Sultan. Se casó con Abdülkadir el 10 de junio de 1898. El matrimonio fue celebrado por el imán mayor del sultán, Hafız Raşid Efendi y presenciado por Cevher Ağa, Esvabcıbaşı İsmet Bey, Imam de la mezquita Sinan Paşa, Mustafa Asım Efendi, y el gerente de salida del harén imperial, Ali Rıza Efendi. La boda tuvo lugar el 21 de junio de 1898. Ella fue la madre de Şehzade Ahmed Orhan, quien murió en 1901. Durante el exilio de la familia imperial en 1924, Mislimelek fue a Hungría, y luego en 1933 a Bulgaria y más tarde a Albania, donde estuvo encarcelada en un campo de concentración nazi de 1944 a 1945. Al finalizar la Segunda Guerra Mundial, se trasladó a Beirut. Escribió sus memorias en la década de 1950 y murió en Trípoli en 1955.
Su segunda esposa fue Suhendan Hanım. Ella era una abjasia de Tokat. Ella no tuvo hijos. Los dos se divorciaron más tarde. Su tercera esposa fue Mihriban Hanım. Era una abjasia nacida en el barrio de Kayalar Memduhiye de Adapazarı. Tenía un hermano. Era una mujer hermosa y delgada, y tenía el pelo rubio. Ella fue la madre de Șehzade Mehmed Orhan, nacido en 1909. Después de que los dos se divorciaron en 1913, se fue a vivir con su hermano. Murió en Egipto en 1955-6.
Su cuarta esposa fue Macide Hanım. Era hija de Mustafa Şerif Bey, coronel del ejército imperial otomano. En 1913, Abdülkadir mostró sus intenciones de casarse con Macide. Sin embargo, el parlamento rechazó el partido basándose en el estatus social de su familia. El príncipe se casó con Macide Hanım a pesar de la negativa. Como resultado, Abdülkadir y Macide fueron privados de su estatus. El salario de Abdülkadir se redujo a la mitad y los hijos nacidos de este matrimonio se vieron privados de los títulos y la herencia. Ella fue la madre de Şehzade Ertuğrul Necib, nacida en 1914, y Şehzade Alaeddin Kadir, nacido en 1917. Durante el exilio de la familia imperial, Macide fue a Hungría, donde la pareja se divorció poco después.. Murió en Viena, Austria, en 1934.
Su quinta y última esposa fue Meziyet Fatma Hanım. Nació en Creta en 1908. Era hija de Mecid Bey, coronel del ejército imperial otomano. En 1922, 
Abdülkadir se enamoró de ella. El matrimonio tuvo lugar en el barrio de Osman Ağa en Kadıköy y fue realizado por el Imam Süleyman Efendi en presencia de los representantes y testigos de las partes. Poco después, el incidente fue informado al consejo. Por otro lado, un hombre llamado Selim Sipahi, alegó que Meziyet era su esposa. Sin embargo, su reclamo fue rechazado porque antes del matrimonio, habían obtenido permiso del Heybeli Ada Imam Şevket Efendi y del Tribunal de derecho religioso del distrito de Naib de Kartal. Sin embargo, como el matrimonio se celebró sin el permiso del parlamento, fue rechazado. Meziyet y los niños nacidos de este matrimonio fueron privados de su estatus. Ella fue la madre de Bidar Sultan, nacido en 1924, y Neslişah Sultan, nacido en 1925. De acuerdo con la Ley de Apellidos, tomó el apellido "Osmanoğlu". Murió el 13 de noviembre de 1989 y fue enterrada en el cementerio de Karacaahmet, Estambul.

## Vida en el exilio y muerte
Durante el exilio de la familia imperial en marzo de 1924, Abdülkadir y su familia se establecieron en Budapest, Reino de Hungría. El 14 de enero de 1925, otorgó el poder a Sami Günzberg, un conocido abogado judío turco, autorizándolo a recuperar de los usurpadores edificios, tierras, minas, concesiones dejadas por Abdul Hamid situadas en territorio turco y en otros lugares. Después de lo cual, vendió la mansión de Abdülkadir en Feneryolu a la antigua Khediva Ikbal Hanim. Sin embargo, no le envió dinero al príncipe. Günzberg también transfirió la participación del príncipe en el petróleo de Mosul a la American Oil Company y envió una pequeña cantidad de dinero al príncipe durante diez años.
Abdülkadir y su familia se trasladaron más tarde a Sofía, Bulgaria, en 1933. En 1943, renovó el mausoleo de Bali Efendi en Sofía. El príncipe sufrió un ataque al corazón en el búnker durante un ataque aéreo de aviones estadounidenses el 16 de marzo de 1944. Murió aplastado durante la estampida. Fue enterrado en Sofía.

## Hijos
| Nombre                                                                   | Nacimiento                                                      | Muerte                                                          | Notas |
| Con Mislimelek Hanım (casado el 10 de junio de 1898; 1883-1955)          | Con Mislimelek Hanım (casado el 10 de junio de 1898; 1883-1955) | Con Mislimelek Hanım (casado el 10 de junio de 1898; 1883-1955) | Con Mislimelek Hanım (casado el 10 de junio de 1898; 1883-1955) |
| ------------------------------------------------------------------------ | --------------------------------------------------------------- | --------------------------------------------------------------- | --- |
| Şehzade Ahmed Orhan                                                      | 1901                                                            | 1901                                                            | nació y murió en la infancia en el Palacio de Yıldız; enterrado en el cementerio Yahya Efendi                                                                                                 |
| Con Mihirban Hanım (divorciado en 1913; muerto en 1955-56)               |                                                                 |                                                                 | |
| Șehzade Mehmed Orhan                                                     | 11 de julio de 1909                                             | 12 de marzo de 1994                                             | se casó tres veces y tuvo descendencia, un hijo y dos hijas |
| Con Macide Hanım (casado en 1913 - divorciado; muerto en 1934)           |                                                                 |                                                                 | |
| Şehzade Ertuğrul Necib                                                   | 15 de marzo de 1915                                             | 7 de febrero de 1994                                            | se casó en Viena el 14 de agosto de 1946 con la austríaca Gertrude Emilia Tengler (Viena, nacida el 25 de mayo de 1926) y tuvo hijos, un hijo y una hija; murió en Viena y fue enterrado allí |
| Şehzade Alaeddin Kadir                                                   | 2 de enero de 1917                                              | 26 de noviembre de 1999                                         | se casó con Lydia Dimitrov y tuvo una hija; Murió en Sofía , Bulgaria, y fue enterrado allí.                                                                                                  |
| Con Meziyet Fatma Hanım (casado en 1922; 1908 - 13 de noviembre de 1989) |                                                                 |                                                                 | |
| Bidar Sultan                                                             | 3 de enero de 1924                                              | 8 de marzo de 1924                                              | nacido en Estambul; murió en Pest, Budapest, Hungría; esta enterrada en el santuario de Gül Baba                                                                                              |
| Neslişah Sultan                                                          | 25 de diciembre de 1925                                         | 30 de mayo de 2014                                              | se casó dos veces y tuvo descendencia, dos hijos |